# واين كونلي
واين كونلي هو لاعب هوكي الجليد كندي، ولد في 16 ديسمبر 1939 في رووان نوراندا في كندا.

## وصلات خارجية
- واين كونلي على موقع دوري الهوكي الوطني (الإنجليزية)
- واين كونلي على موقع قاعة مشاهير الهوكي (لاعب أن.إتش.أل) (الإنجليزية)
- واين كونلي على موقع EliteProspects.com (الإنجليزية)
- واين كونلي على موقع HockeyDB.com (الإنجليزية)
- واين كونلي على موقع Hockey-Reference.com (الإنجليزية)